# Кони, Ирина Семёновна
Ирина Семёновна Ко́ни (5 (17) мая 1811, Полтавская губерния — 24 сентября (6 октября) 1891, Москва) — русская актриса и писательница. Мать Евгения Фёдоровича Кони и Анатолия Фёдоровича Кони, жена Фёдора Алексеевича Кони.

## Биография
Родилась 5 (17) мая 1811 в семье помещика Полтавской губернии Семёна Юрьева, воспитание получила в одном из московских пансионов. Умерла 24 сентября (6 октября) 1891 в Москве.
В 1837 году под влиянием своего родственника, писателя А. Ф. Вельтмана, опубликовала сборник рассказов «Повести девицы Юрьевой». В последующем сотрудничает с «Литературной газетой», с журналом «Репертуар и Пантеон», где также публикуется под девичьей фамилией — Юрьева.
Вскоре начала выступать на сцене под псевдонимом — Сандунова (фамилия по первому мужу), оставаясь на сцене 15 лет, она с талантом исполняла преимущественно комические женские роли. После завершения сценической карьеры помогала опытом и знаниями устройству спектаклей с благотворительными целями. Принимала участие в устроенных в начале 1860-х годов в Санкт-Петербурге Литературным фондом спектаклях, в которых играли И. С. Тургенев, А. Ф. Писемский и другие.
По воспоминаниям П. И. Вейнберга, исполнение Ириной Семёновной ролей Кабановой в «Грозе», свахи в «Женитьбе» и городничихи в «Ревизоре» дало ей возможность проявить выдающийся талант.